# الانتخابات الإسبانية العامة 1879
جرت الانتخابات الاسبانية العامة لسنة 1879 يوم الأحد 20 أبريل ويوم السبت 3 مايو 1879 لانتخاب أول برلمان عودة البوربون لمملكة اسبانيا. وجرت الانتخابات لجميع مقاعد مجلس النواب ال 392، بالإضافة إلى 180 مقعد من مقاعد مجلس الشيوخ ال 360.
وهذه أول انتخابات جرت بعد اعتماد دستور 1876. وقانون الانتخابات الجديد لسنة 1878 حيث مهدت للتصويت حسب التعداد.

## نظرة عامة
شكلت الهيئة التشريعية الإسبانية للكورتيس في وقت انتخابات 1879 من مجلسين:
- مجلس عموم وهو مجلس النواب.
- مجلس الأعيان وهو مجلس الشيوخ.

وكان هذا البرلمان من مجلسين نظام متكامل تقريبا، حيث أنشئ المجلسان بوصفهما «هيئات تشريعية مشتركة». ولكليهما وظائف تشريعية ومهام تتعلق بالرقابة والميزانية ويتقاسمان سلطات متساوية باستثناء قوانين التبرعات والدين العام، حيث يكون للكونغرس الأولوية.
حافظ دستور 1876 على ابقاء إسبانيا ملكية دستورية ومنح الملك سلطة تسمية أعضاء مجلس الشيوخ وإلغاء القوانين، بالإضافة إلى لقب القائد العام للجيش. كما أن للملك دورا رئيسيا في «نظام تداول السلطة» (بالإسبانية: turno pacífico)‏ من خلال تعيين وإسقاط الحكومات والسماح للمعارضة بالاستيلاء على السلطة. وفي ظل هذا النظام تمكن الحزبان المحافظون والليبراليون من تداول السلطة عن طريق تزوير الانتخابات التي حققوها من مرشحيها الذين يحظون بتأييد الحكومة (بالإسبانية: encasillado)‏ باستخدام الروابط بين وزارة الداخلية والحكام المدنيين في المقاطعات مع الزعماء المحليين لضمان النصر واستبعاد الأحزاب الصغيرة من تقاسم السلطة معهم.

## النظام الانتخابي
شهد القانون الانتخابي تغييرات طوال عام 1877 فتمت الموافقة على قوانين مختلفة في كلا المجلسين، وأعيد قانون انتخابات لسنة 1865 مؤقتا إلى الكونغرس حتى تمت الموافقة النهائية على قانون سنة 1878، فحل هذا القانون محل اقتراع الرجال العام المعمول به منذ سنة 1876 بالرغم من نهاية الجمهورية الإسبانية الأولى.
أما بالنسبة لمجلس النواب فقد خصص 81 مقعدا ل 29 دائرة انتخابية متعددة الأعضاء، ومنح حق التصويت الكتلوي الجزئي للمقاعد 311 المتبقية بنظام الجولة الأولى من جولتين في الدوائر ذات العضو الواحد. وبدلا من التصويت للأحزاب سيصوت الناخبون للمرشحين الأفراد. وفي المقاطعات التي تنتخب ثلاثة مقاعد يتمكن الناخب من التصويت لمرشحين اثنين على الأكثر؛ والمقاطعات ذات أربعة أو خمسة مقاعد سيصوت الناخب حتى ثلاثة مرشحين؛ والمقاطعات ذات ستة مقاعد سيصوت حتى أربعة مقاعد؛ والمقاطعات ذات سبعة مقاعد سيصوت حتى خمسة مقاعد؛ وللثمانية مقاعد سيصوت حتى ستة مرشحين. واعتبر المرشحون الذين حصلوا على أكثر من 50% من الأصوات فائزون من الجولة الأولى؛ وإذا لم يستوف أي مرشح تلك النسبة تعقد جولة ثانية يكون المرشح الفائز الذي ينال أكثرية الأصوات. ويتحدد العدد الإجمالي للمقاعد حسب عدد السكان، أي مقعد واحد لكل 50,000 نسمة. بالإضافة إلى ذلك يمكن انتخاب إلى عشرة نواب من خلال التصويت التراكمي في عدة مقاطعات إذا حصلوا على أكثر من 10,000 صوت. وكان التصويت على أساس حق الاقتراع النزيه حيث يحق التصويت للذكور فوق 25 عاما ومن دافعي الضرائب بحد أدنى خمسة وعشرين بيزيتا للمساهمة إقليمية أو خمسين للمساهمة الصناعية بالإضافة إلى التحاقه بما يسمى القدرات السكانية -إما حسب معايير التعليم أو مهنية-. وفي الوقت نفسه، فإن للذكور العلمانيين الذين تزيد أعمارهم عن 25 سنة ويتمتعون بكامل الحقوق المدنية فهم مؤهلون للكونغرس.
لم يكن مجلس الشيوخ هيئة منتخبة انتخاب مباشر، فأعضاءه البالغ عددهم 360 عضوا ينقسمون إلى ثلاث فئات:
- أعضاء بالمجلس حسب حقوقهم الذاتية. وشملت سلالة الملك بالإضافة إلى وريث واضح أو ولي العهد والنبلاء الإسبان من الدرجة الأولى وجنرالات الجيش برتبة كابتن جنرال أدميرالات البحرية وبطريرك الإنديز والمطارنة وآخرين غيرهم.
- أعضاء عينهم الملك مدى الحياة.
- أعضاء مجلس الشيوخ منتخبين، يعينهم المساهمين الرئيسيين والمستشارين ونواب المقاطعات والجامعات ومجالس المدن والأكاديمية الملكية للتاريخ والأكاديمية الملكية للطب وغيرهما من الأكاديميات. بالإضافة إلى الوزراء وجمعيات أصدقاء البلد والمجتمعات الاقتصادية الأخرى.

نص دستور 1876 على انتخاب 180 عضوا من أعضاء مجلس الشيوخ والباقي يكون من الفئتين الأخريين. ويشترط أن يكون أعضاء مجلس الشيوخ المنتخبين قد خدموا عشر سنوات، وتفاوت مدة عضويتهم بحيث نصف هذه المقاعد مخصصة للتعيين كل خمس سنوات. ويحق للملك حل كامل القسم المنتخب لمجلس الشيوخ فاتحا باب التعيين لجميع الأعضاء.

## النتائج

### مجلس النواب
|                    |                                            |             |             |             |         |         |
| الأحزاب والتحالفات | الأحزاب والتحالفات                         | الصوت العام | الصوت العام | الصوت العام | المقاعد | المقاعد |
| الأحزاب والتحالفات | الأحزاب والتحالفات                         | الأصوات     | %           | ±الفرق      | الفائز  | +/−     |
|                    | حزب المحافظين الليبرالي (PLC)              |             |             |             | 295     | –22     |
|                    | الحزب الدستوري (Const.)1                   |             |             |             | 64      | +16     |
|                    | حزب الوسط (Mod.)                           |             |             |             | 9       | –3      |
|                    | الحزب التقدمي الديموقراطي (PPD)1 2         |             |             |             | 8       | +3      |
|                    | الحزب الديموقراطي (PD)1                    |             |             | جديد        | 6       | +6      |
|                    | المجموعة فوق المعتدلة (U)3                 |             |             | جديد        | 2       | +2      |
|                    | الاتحاد الباسكي (UV)                       |             |             | جديد        | 1       | +1      |
|                    | الحزب الجمهوري الديمقراطي الفيدرالي (PRDF) |             |             |             | 0       | –1      |
|                    | الملكية الراديكالية (Rad.mon)              |             |             |             | 0       | –1      |
|                    | المستقلون                                  |             |             |             | 4       | –3      |
|                    | غير معترف به                               |             |             |             | 3       | +3      |

| |         |  |        |  |     |    |
| المجموع | المجموع |  | 100.00 |  | 392 | +1 |
| |         |  |        |  |     |    |
| الأصوات المجموعة / الحضور |         |  |        |  |     |    |
| الممتنعون |         |  |        |  |     |    |
| الناخبون المسجلون |         |  |        |  |     |    |
| |         |  |        |  |     |    |
| مصدر: historiaelectoral.com |         |  |        |  |     |    |

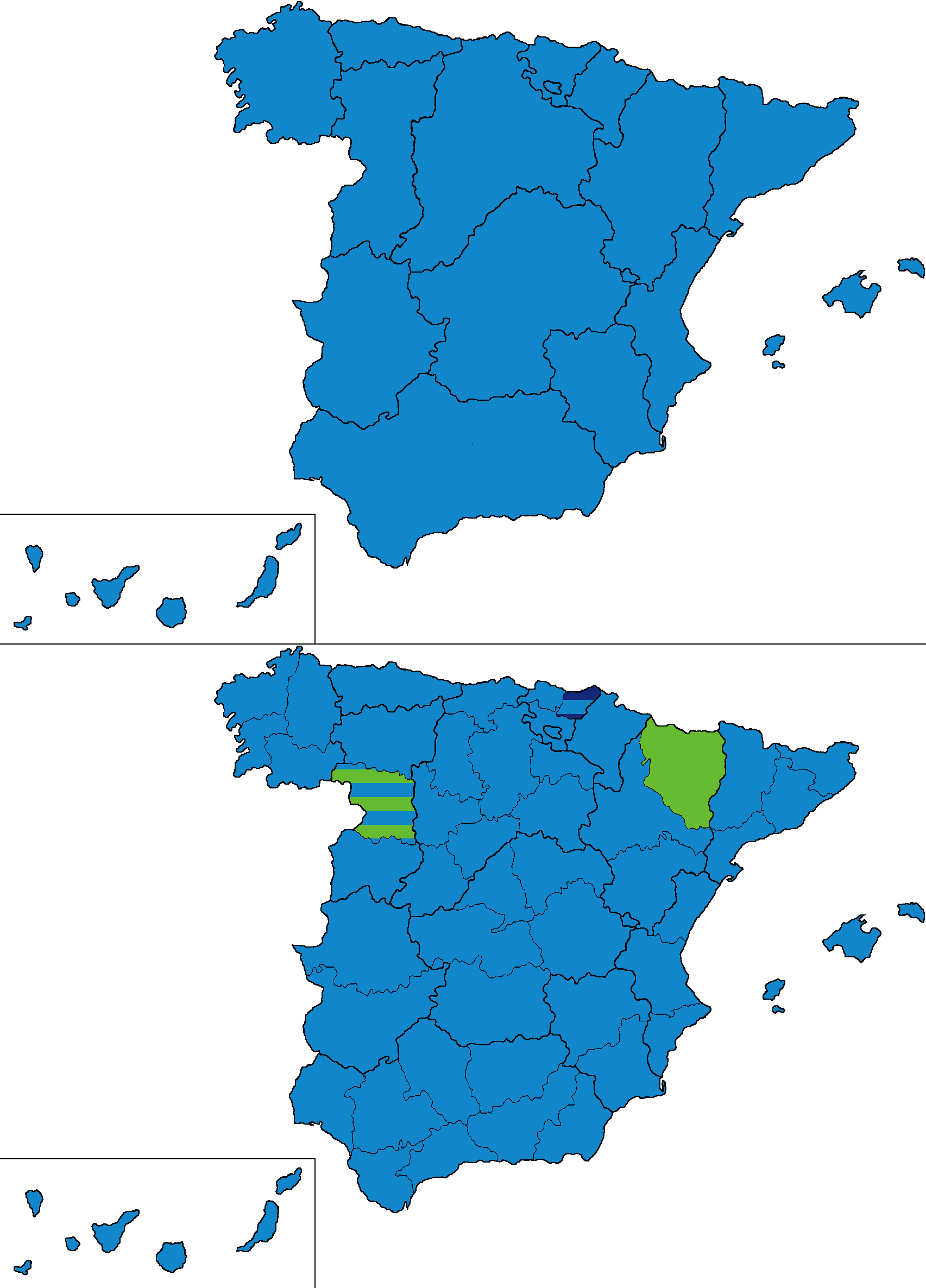
معظم الأصوات الحزبية حسب الأقاليم والمقاطعات.

| Notes: 1 The الحزب الدستوري (إسبانيا) ، Democratic Progressive Party and Democratic Party [لغات أخرى] ‏ were allied and did not field candidates against each other in this election. 2 Democratic Progressive Party results are compared to الحزب الراديكالي الديمقراطي (إسبانيا) totals in the 1876 election. 3 Alliance of Independent Carlists [لغات أخرى] ‏ and Foralist الكنيسة الرومانية الكاثوليكية . |         |  |        |  |     |    |
| Notes: |         |  |        |  |     |    |
| 1 The الحزب الدستوري (إسبانيا)، Democratic Progressive Party and Democratic Party ‏ were allied and did not field candidates against each other in this election. 2 Democratic Progressive Party results are compared to الحزب الراديكالي الديمقراطي (إسبانيا) totals in the 1876 election. 3 Alliance of Independent Carlists ‏ and Foralist الكنيسة الرومانية الكاثوليكية.                                  |         |  |        |  |     |    |

| \| Seats \| Seats \| Seats \| Seats \| Seats \| \| ------------------------ \| ------------------------ \| ----- \| ------ \| ------ \| \| \| \| \| \| \| \| حزب المحافظين (إسبانيا) \| حزب المحافظين (إسبانيا) \| \| 75.26% \| 75.26% \| \| الحزب الدستوري (إسبانيا) \| الحزب الدستوري (إسبانيا) \| \| 16.33% \| 16.33% \| \| حزب الوسط (إسبانيا) \| حزب الوسط (إسبانيا) \| \| 2.30% \| 2.30% \| \| PPD \| PPD \| \| 2.04% \| 2.04% \| \| PD \| PD \| \| 1.53% \| 1.53% \| \| U \| U \| \| 0.51% \| 0.51% \| \| UV \| UV \| \| 0.26% \| 0.26% \| \| مستقل (سياسة) \| مستقل (سياسة) \| \| 1.02% \| 1.02% \| \| Non-established \| Non-established \| \| 0.77% \| 0.77% \| |                          |  |        |        |
| Seats |                          |  |        |        |
| |                          |  |        |        |
| حزب المحافظين (إسبانيا) | حزب المحافظين (إسبانيا)  |  | 75.26% | 75.26% |
| الحزب الدستوري (إسبانيا) | الحزب الدستوري (إسبانيا) |  | 16.33% | 16.33% |
| حزب الوسط (إسبانيا) | حزب الوسط (إسبانيا)      |  | 2.30%  | 2.30%  |
| PPD | PPD                      |  | 2.04%  | 2.04%  |
| PD | PD                       |  | 1.53%  | 1.53%  |
| U | U                        |  | 0.51%  | 0.51%  |
| UV | UV                       |  | 0.26%  | 0.26%  |
| مستقل (سياسة) | مستقل (سياسة)            |  | 1.02%  | 1.02%  |
| Non-established | Non-established          |  | 0.77%  | 0.77%  |